# Abbas (cognome)
Abbas è un cognome di lingua sarda.

## Varianti
Abba, Acquas.

## Origine e diffusione
Cognome tipicamente sardo, è presente prevalentemente nel cagliaritano.
Potrebbe essere una variante del cognome Abba, così come derivare da un toponimo come Abbas, nome medioevale di Abbasanta, o avere origini italiane.